# Alkanna methanaea
Alkanna methanaea är en strävbladig växtart som beskrevs av Heinrich Carl Haussknecht. Alkanna methanaea ingår i släktet Alkanna och familjen strävbladiga växter. Inga underarter finns listade i Catalogue of Life.